# Omero Franceschi
Omero Franceschi (Castel Goffredo, 13 ottobre 1873 – Morbegno, 3 luglio 1955) è stato un politico italiano.

## Biografia
Nato nel 1873 a Castel Goffredo da una famiglia di proprietari terrieri si laureò in scienze agrarie all'Università di Bologna. Discepolo di Enrico Ferri, agli inizi del Novecento aderì al Partito Socialista Italiano e collaborò col settimanale mantovano “La Nuova Terra”. Nel 1893 fondò a Castel Goffredo il primo circolo socialista.
Nel 1910 si recò in Valtellina per ricoprire l'incarico di insegnante. Partecipò a Tirano alle attività del Partito Socialista Italiano e qui conobbe il poeta Giovanni Bertacchi. Svolse anche attività giornalistica, pubblicando articoli sui problemi di carattere scolastico e di carattere politico collaborando con riviste locali dal 1904 al 1914.
Nel 1914 fece ritorno al paese natale, dove ricoprì la carica di sindaco sino al 1918, candidandosi nella lista del PSI. Durante il suo mandato attuò piccole riforme a favore delle classi disagiate, riuscendo a calmierare il prezzo del pane. Aprì una nuova scuola in frazione Perosso e una scuola pratica di lavoro per gli alunni delle scuole elementari del capoluogo, che prese il nome di "Scuola Popolare di Castelgoffredo".
Nelle elezioni politiche del 1919 fu eletto deputato del Partito Socialista nel collegio Como-Sondrio e nel 1921, al congresso di Livorno, aderì al Partito Comunista Italiano.
Morì a Morbegno nel 1955.